# Impacto ambiental del buceo recreativo

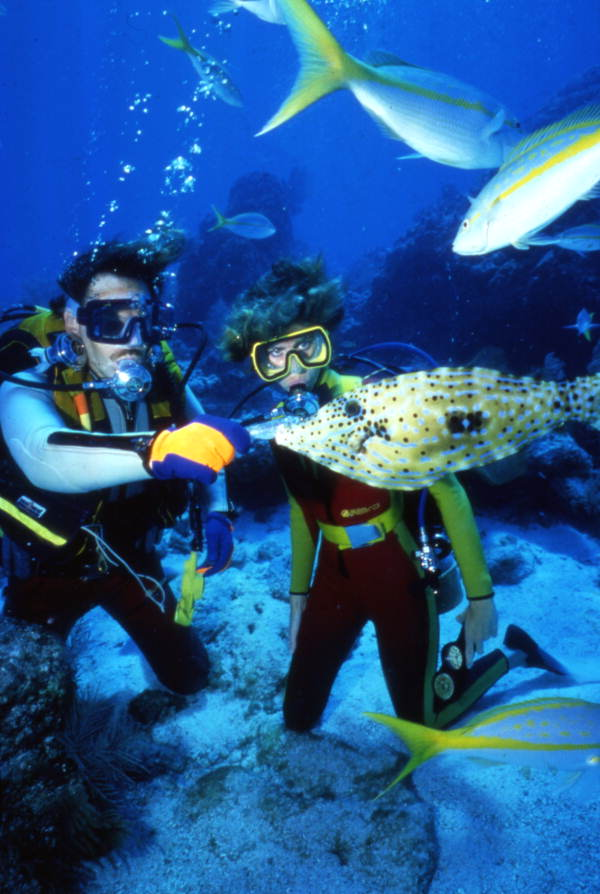
Buceadores arrodillados en el fondo del arrecife de coral en John Pennekamp Coral Reef State Park- Cayo Largo, Florida.

El impacto ambiental del buceo recreativo son los efectos del buceo recreativo en el medio ambiente submarino, que son en gran medida los efectos del turismo de buceo en el medio marino. No es raro que los destinos de buceo con mucho tráfico tengan más efectos adversos con signos visibles de los impactos negativos del buceo debido en gran parte a buzos que no han sido capacitados con suficiente competencia en las habilidades requeridas para el entorno local, una orientación previa a la inmersión inadecuada, o la falta de una comprensión básica de la biodiversidad y el delicado equilibrio de los ecosistemas acuáticos. También puede haber efectos positivos indirectos, ya que las comunidades locales reconocen que el medio ambiente vale más en buenas condiciones que degradado por un uso inapropiado, y los esfuerzos de conservación obtienen el apoyo de las comunidades de buceo que promueven la conciencia ambiental y enseñan el buceo de bajo impacto y la importancia de respetar la vida marina. También existen redes mundiales de monitoreo de arrecifes de coral que incluyen buzos voluntarios locales que ayudan en la recopilación de datos para el monitoreo científico de los sistemas de arrecifes de coral, lo que eventualmente puede tener un impacto positivo neto en el medio ambiente.
Durante el siglo XX, se consideraba que el buceo recreativo tenía un impacto ambiental generalmente bajo y, en consecuencia, era una de las actividades permitidas en la mayoría de las áreas marinas protegidas. Desde la década de 1970, el buceo ha pasado de ser una actividad de élite a una recreación más accesible, comercializada para un grupo demográfico muy amplio. Hasta cierto punto, se ha sustituido un equipo mejor por una capacitación más rigurosa, y la reducción del riesgo percibido ha acortado los requisitos mínimos de capacitación de varias agencias de capacitación. El entrenamiento se ha concentrado en un riesgo aceptable para el buceador y ha prestado menos atención al medio ambiente. El aumento de la popularidad del buceo y del acceso turístico a sistemas ecológicos sensibles ha llevado al reconocimiento de que la actividad puede tener consecuencias ambientales significativas.
El buceo ha crecido en popularidad durante el siglo XXI, como lo demuestra la cantidad de certificaciones emitidas en todo el mundo, que aumentó a alrededor de 23 millones en 2016 a aproximadamente un millón por año. El turismo de buceo es una industria en crecimiento y es necesario tener en cuenta la sostenibilidad ambiental, ya que el impacto cada vez mayor de los buzos puede afectar negativamente al medio ambiente marino de varias maneras. El impacto también depende del entorno específico; los arrecifes de coral tropicales se dañan más fácilmente por las habilidades de buceo deficientes que algunos arrecifes templados, donde el medio ambiente es más robusto y resistente debido a las condiciones normales del mar más ásperas y menos organismos frágiles y de crecimiento lento. Las mismas condiciones agradables del mar que permiten el desarrollo de ecologías relativamente delicadas y muy diversas también atraen a la mayor cantidad de turistas, incluidos los buzos que bucean con poca frecuencia, exclusivamente durante las vacaciones, y nunca desarrollan por completo las habilidades para bucear de manera respetuosa con el medio ambiente. Se están probando diversas estrategias de gestión ambiental, en un intento de lograr un equilibrio sostenible entre la conservación y la explotación comercial.
La evitación activa del contacto con el bentos requiere una motivación adecuada, y la evitación exitosa requiere una competencia adecuada. Se ha demostrado que el entrenamiento de buceo de bajo impacto es efectivo para reducir el contacto con el buzo en buzos debidamente motivados. La experiencia parece ser el factor más importante para explicar el comportamiento de los buzos bajo el agua, seguido de su actitud hacia el buceo y el medio ambiente y el tipo de personalidad.

## Ambientes afectados
Todos los entornos submarinos frecuentados por buceadores recreativos se ven potencialmente afectados, pero se observa que el impacto es mayor donde hay un gran número de inmersiones o el entorno tiene organismos frágiles de crecimiento lento o estructuras delicadas. Los ejemplos más obvios son los arrecifes de coral tropicales y las cuevas inundadas con frágiles espeleotemas. Se ha realizado un número relativamente grande de estudios sobre los arrecifes de coral tropicales, ya que se ha percibido que la presión sobre ellos es mayor. Los arrecifes de coral se reparan a sí mismos hasta cierto punto y también sufren daños por causas no antropogénicas, por lo que teóricamente es posible un nivel aceptable de degradación continua inducida por buzos, que se correspondería con la tasa de recuperación natural. Los espeleotemas submarinos, una vez rotos, no se regeneran en absoluto mientras la cueva permanece inundada y permanecen rotos para siempre, si se consideran los períodos de tiempo humanos. El patrimonio cultural subacuático en forma de naufragios históricamente importantes y sitios arqueológicos también es susceptible de sufrir daños irreversibles pero, en cualquier caso, suele deteriorarse constantemente. El impacto del buzo acelera principalmente lo inevitable.
Los ambientes de arrecifes marinos subtropicales, templados y polares varían considerablemente en su capacidad para recuperarse de los daños, e históricamente se han considerado menos afectados por el buceo, por lo tanto, hay menos estudios disponibles sobre los daños de los buceadores, la recuperación de arrecifes y la capacidad de carga sostenible.

## Tipos de impacto

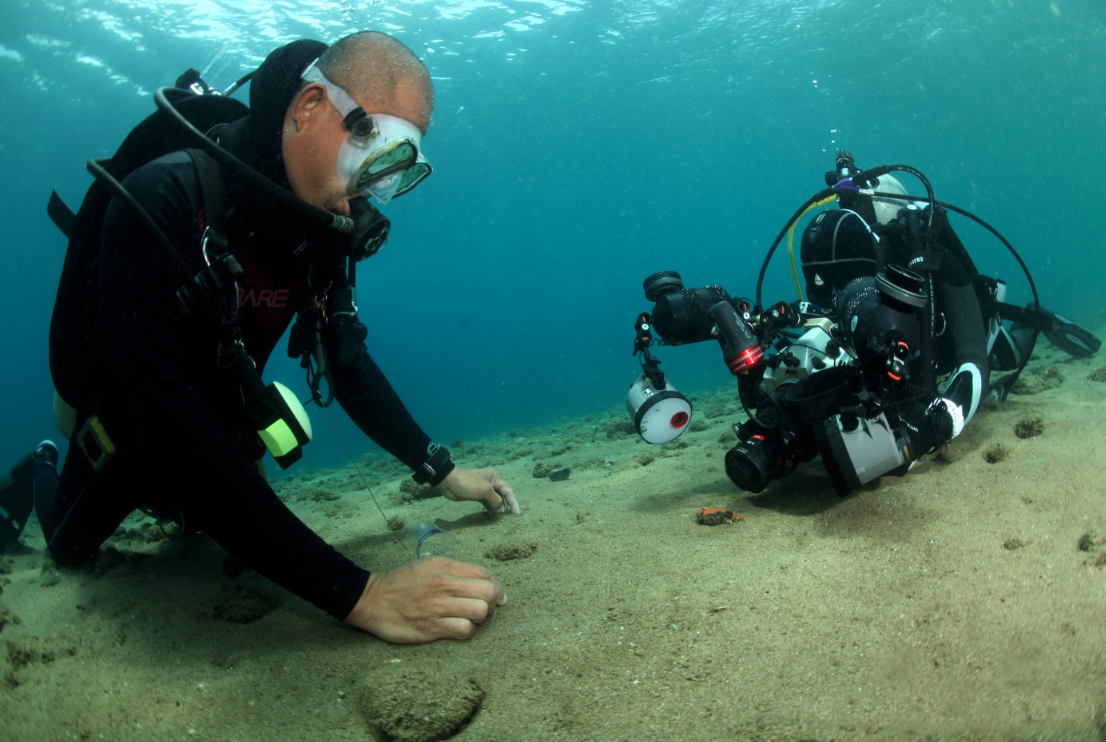
Underwater macro photographer resting on the bottom while composing a photo

La investigación sobre los efectos de los buzos en los arrecifes de coral tropicales ha demostrado una reducción de la cobertura de coral en sitios de buceo intenso y un cambio en la estructura del coral, con corales más resistentes que se vuelven dominantes y una pérdida de diversidad de especies con el tiempo. Estos arrecifes pueden ser menos resistentes a otros factores estresantes, como brotes de enfermedades y daños por clima severo.
Existe evidencia persuasiva de que los arrecifes pueden dañarse y el valor recreativo de los sitios de buceo puede verse comprometido por un uso turístico mal planificado o demasiado intensivo. El turismo marino afecta directamente a las comunidades de arrecifes a través de perturbaciones tales como daños estructurales a los corales, barcos que encallan en los arrecifes y daños por anclas, e indirectamente a través de la alteración de la calidad del agua por el enriquecimiento de nutrientes y la contaminación por sustancias tóxicas, aguas residuales y aumento de la turbidez. El nivel de degradación depende de la intensidad, frecuencia, tiempo y tipo de uso y del entorno específico.
El daño del impacto de los buzos a los corales incluye la rotura del esqueleto de las especies ramificadas, la abrasión de los tejidos, lo que posiblemente provoque infecciones por enfermedades de los corales y una reducción general de la cobertura de coral duro en los arrecifes. Las actividades relacionadas con el buceo también pueden reducir la resiliencia del arrecife a los factores estresantes del arrecife, como el cambio climático y los eventos de blanqueamiento.

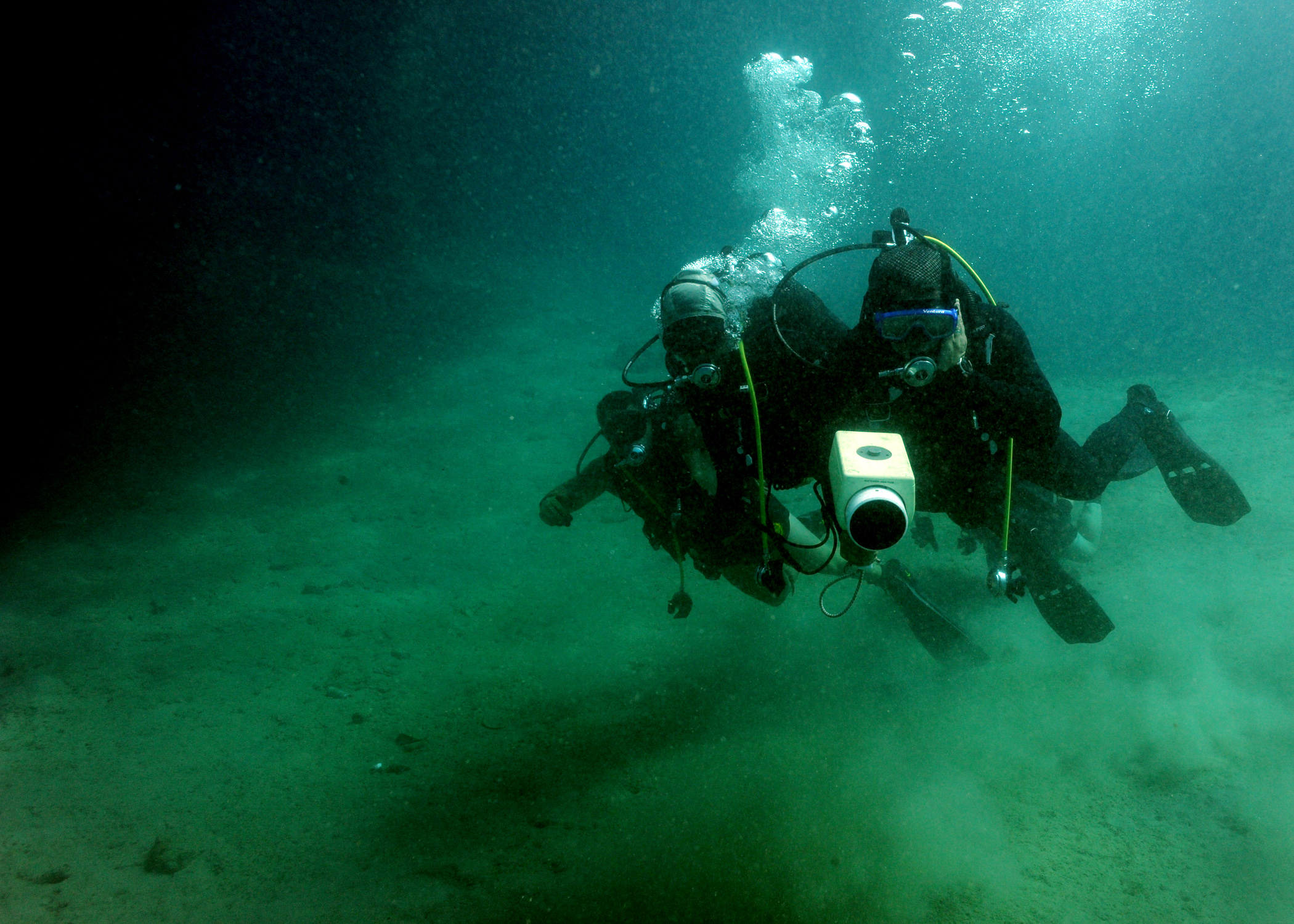
Diver kicking up the sand with wash from the fins

En algunos sitios de arrecifes de coral tropicales donde se bucea con frecuencia, los buceadores recreativos han causado impactos ecológicos negativos por impactos involuntarios con corales vivos que causan daños físicos a un ritmo más rápido que el compensado por la recuperación natural. El resultado a largo plazo es la degradación de los arrecifes. Uno de los desafíos comunes para la política y la gestión locales es maximizar los beneficios del turismo y, al mismo tiempo, reducir la degradación ambiental a niveles sostenibles a largo plazo.
En el entorno de «buceo en lodo» con fondos de sedimentos blandos, se observó que la fotografía causa mayores perturbaciones ambientales que los efectos causados por la experiencia de buceo, el nivel de certificación, el sexo o la edad. Los buzos entraron en contacto con el sustrato más a menudo en sedimentos blandos que en arrecifes de coral, pero el daño ambiental no fue mayor. Los buzos tienden a tocar a los animales con más frecuencia cuando observan o fotografían la fauna criptobentónica, y pasan hasta cinco veces más tiempo en interacciones cuando usan cámaras dSLR. Se desconocen los impactos a largo plazo de este comportamiento sobre la fauna criptobentónica y los hábitats de sedimentos blandos.

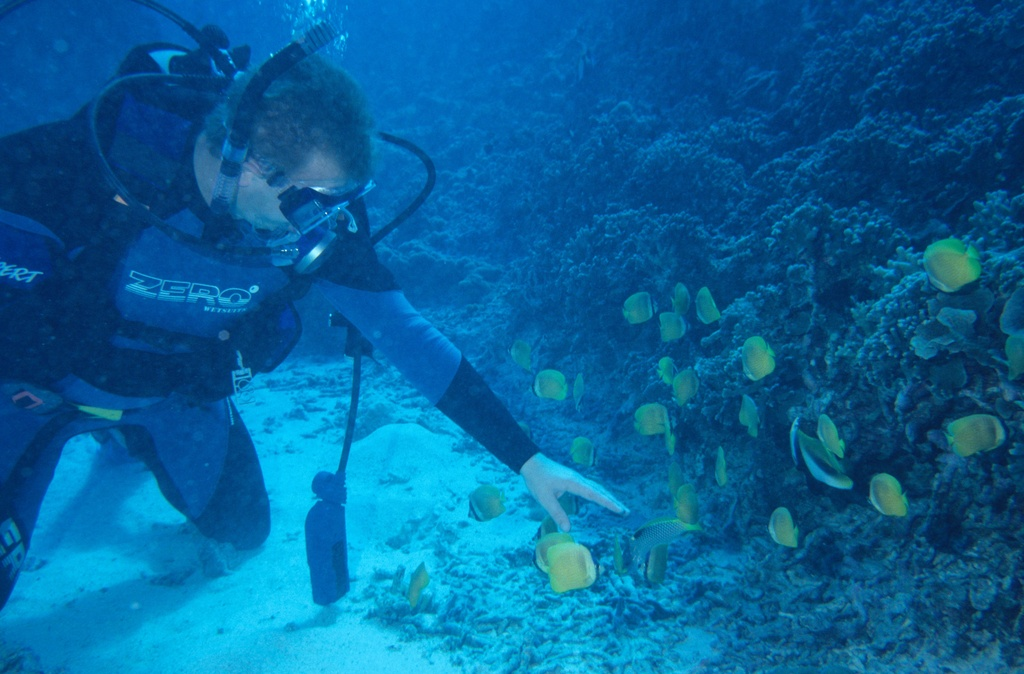
Diver kneeling on the sand in the Comores, note the dangling instrument combo

Se investigaron los impactos del comportamiento de los fotógrafos y los flashes fotográficos en una pequeña muestra de especies de peces bentónicos. El estudio mostró efectos insignificantes más allá de los causados por la sola presencia humana. La fotografía con flash no provocó cambios oculares perceptibles en los caballitos de mar y el éxito de la alimentación no se vio afectado. El manejo físico de los animales produjo fuertes respuestas de estrés.
El impacto de los buzos en los arrecifes subtropicales, y particularmente en los templados, está menos investigado que en los arrecifes tropicales. La percepción es que estos arrecifes son menos vulnerables que los arrecifes tropicales y las especies sésiles están menos expuestas al impacto de los buzos. La investigación en el Mediterráneo en España indica que los organismos sésiles con esqueletos calcáreos o córneos frágiles y quebradizos no son resistentes a las frecuentes perturbaciones de los buzos.
El contacto del buzo con el fondo también prevalece en arrecifes templados, en ambientes de agua dulce y en cuevas. Una de las principales formas mencionadas es el contacto de las aletas con el sedimento del fondo, lo que eleva el material particulado a la columna de agua y degrada la visibilidad, pero la alteración de los sedimentos y las delicadas biopelículas bénticas por el lavado de las aletas sin contacto directo también es motivo de preocupación.

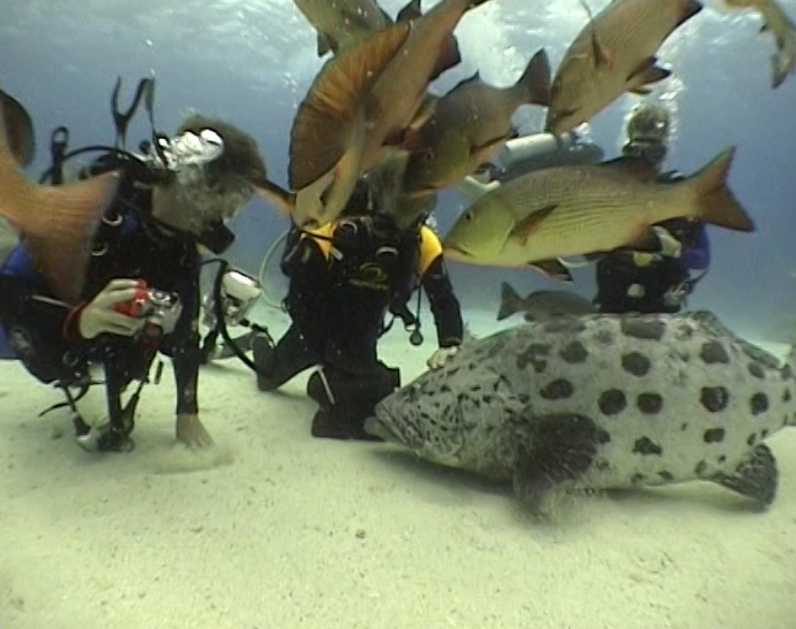
Diver feeding fish at Cod Hole

Se ha descubierto que el impacto del buceo recreativo en los valores del buceo recreativo y el patrimonio cultural de los naufragios comprende cuatro tipos básicos:
- La remoción de artefactos y la perturbación asociada a los sitios de naufragio;
- Contacto directo con los naufragios y la biota bentónica que vive en ellos por parte de los buzos y su equipo;
- Burbujas de aire exhaladas atrapadas dentro de los restos;
- Daños por impacto de las anclas de los barcos de buceo, considerado por algunos investigadores como la forma de impacto más dañina asociada con el buceo recreativo en pecios. Los pesos de las líneas de tiro también pueden dañar los restos relativamente frágiles por impacto y enganche, pero generalmente en menor medida, ya que el tiro es generalmente más liviano que un ancla o hay menos carga lateral sobre él. Este tipo de daño se puede evitar completamente instalando amarres permanentes en naufragios donde se bucea con frecuencia;

La distribución por sexos del impacto de los buzos en los arrecifes no es concluyente, diferentes estudios han producido hallazgos contradictorios.